# 武下利一
武下利一（日语：／ Takeshita Riichi，1989年7月28日—），日本男子羽毛球运动员。佐賀縣出生，畢業於佐賀市立成章中学校、関東第一高校及敬和学園大学，2012年起加入Tonami運輸株式會社，現隸屬於本社的品質管理部，並為該社的羽毛球隊成員兼主將，隊員編號1號。

## 簡歷

### 2009年-2011年 国际赛：紐西蘭羽球赛夺冠
2009年3月，武下利一出战羅馬尼亞羽毛球國際賽，在男单準决赛以0比2（19-21、5-21）不敌印尼的Bandar Sigit Pamungkas。
2010年6月，武下利一与佐藤黎出战俄羅斯羽毛球大獎賽，在男单準决赛以1比2（18-21、21-19、15-21）不敌赛会2号种子、俄罗斯强档的弗拉基米尔·伊万诺夫/伊万·索松诺夫。
2011年3月，武下利一出战紐西蘭羽毛球國際挑戰賽，在男單決賽以2比0（21-19、21-19）擊敗香港的黃永棋，赢得成年组赛事冠军；亦是他首个國際挑戰賽男单冠军。同年4月，他出战大阪羽毛球國際挑戰賽，在男单準决赛以1比2（17-21、21-15、18-21）不敌队友的錢谷翔。

### 2012年-2013年 大奖赛：紐西蘭羽球赛夺冠
2012年7月，武下利一出战美國羽毛球黃金大獎賽，在男单準决赛以0比2（16-21、11-21）不敌赛会3号种子、俄罗斯名将的弗拉基米尔·伊万诺夫。
2013年2月，武下利一出战奧地利羽毛球國際挑戰賽，在男单决赛以0比2（19-21、12-21）不敌赛会7号种子、晚辈的桃田賢斗，赢得亚军。同年4月，他出战紐西蘭羽毛球大獎賽，在男单决赛以2比1（21-16、16-21、21-17）击败了中国的薛松，赢得成年组赛事冠军，亦是他首个大獎賽男单冠军。

### 2014年-2017年 国际赛：雪梨羽球赛及美国羽球赛夺冠
2014年4月，武下利一出战大阪羽毛球國際挑戰賽，在男单决赛以0比2（13-21、12-21）不敌赛会6号种子、中国香港名将的伍家朗，赢得亚军。同年7月，他出战中華台北羽球黃金大獎賽，在男单準决赛以1比2（15-21、21-14、18-21）不敌赛会7号种子、中国的林丹。同年7月，他出战俄羅斯羽毛球大獎賽，在男单决赛以1比2（21-18、5-21、17-21）不敌赛会头号种子、俄罗斯名将的弗拉基米尔·伊万诺夫，赢得亚军。同年9月，他出战悉尼羽毛球國際賽，在男单决赛以1比3（9-11、11-7、11-5、11-4）击败了中国的黄国星，赢得國際挑戰賽男单冠军。同年10月，他出战美國羽毛球國際賽，在男单準决赛以0比2（12-21、16-21）不敌瑞典的马蒂亚斯·博里。
2016年3月，武下利一出战紐西蘭羽毛球黃金大獎賽，在男单决赛以0比2（12-21、17-21）不敌赛会13号种子、中国的黄宇翔，赢得亚军。同年12月，他出战美國羽毛球國際挑戰賽，在男单决赛以2比0（21-13、21-18）击败了俄罗斯名将的谢尔盖·塞朗，赢得國際挑戰賽男单冠军。
2017年5月，武下利一出战樂魚羽毛球國際挑戰賽，在男单决赛以0比2（19-21、22-24）不敌赛会5号种子、泰国名将的潘纳维·松努阿姆，赢得亚军。

### 2018年
2018年8月，武下利一代表日本参加印尼雅加达举办的亞洲運動會羽毛球比賽，助日本队赢得男子團體铜牌。同年9月，他出战南澳洲羽毛球國際賽，在男单準决赛以0比2（14-21、13-21）不敌新加坡名将的骆建佑。同期9月，他出战雪梨羽毛球國際賽，在男单决赛以2比0（21-18、21-11）击败了马来西亚名将的蘇德智，赢得國際系列賽男单冠军。同年10月，他出战中華台北羽毛球公開賽，在男单决赛以1比2（17-21、21-16、11-21）不敌马来西亚新星的李梓嘉，赢得亚军。

## 主要比賽成績
只列出曾進入準決賽的國際賽事成績：
| 年份   | 賽事                   | 公開賽級別 | 項目     | 拍檔   | 成績   |
| ------ | ---------------------- | ---------- | -------- | ------ | ------ |
| 2009年 | 羅馬尼亞羽毛球國際賽   | 國際系列賽 | 男子單打 | －     | 準決賽 |
| 2010年 | 俄羅斯羽毛球大獎賽     | 大獎賽     | 男子雙打 | 佐藤黎 | 準決賽 |
| 2011年 | 紐西蘭羽毛球國際挑戰賽 | 國際挑戰賽 | 男子單打 | －     | 冠軍   |
| 2011年 | 大阪羽毛球國際挑戰賽   | 國際挑戰賽 | 男子單打 | －     | 準決賽 |
| 2012年 | 美國羽毛球黃金大獎賽   | 黃金大獎賽 | 男子單打 | －     | 準決賽 |
| 2013年 | 奧地利羽毛球國際挑戰賽 | 國際挑戰賽 | 男子單打 | －     | 亞軍   |
| 2013年 | 紐西蘭羽毛球大獎賽     | 大獎賽     | 男子單打 | －     | 冠軍   |
| 2014年 | 大阪羽毛球國際挑戰賽   | 國際挑戰賽 | 男子單打 | －     | 亞軍   |
| 2014年 | 中華台北羽球黃金大獎賽 | 黃金大獎賽 | 男子單打 | －     | 準決賽 |
| 2014年 | 俄羅斯羽毛球大獎賽     | 大獎賽     | 男子單打 | －     | 亞軍   |
| 2014年 | 悉尼羽毛球國際賽       | 國際挑戰賽 | 男子單打 | －     | 冠軍   |
| 2014年 | 美國羽毛球國際賽       | 國際挑戰賽 | 男子單打 | －     | 準決賽 |
| 2016年 | 紐西蘭羽毛球黃金大獎賽 | 黃金大獎賽 | 男子單打 | －     | 亞軍   |
| 2016年 | 美國羽毛球國際挑戰賽   | 國際挑戰賽 | 男子單打 | －     | 冠軍   |
| 2017年 | 樂魚羽毛球國際挑戰賽   | 國際挑戰賽 | 男子單打 | －     | 亞軍   |
| 2018年 | 亞洲運動會羽毛球比賽   | 其他       | 男子團體 | －     | 銅牌   |
| 2018年 | 南澳洲羽毛球國際賽     | 國際挑戰賽 | 男子單打 | －     | 準決賽 |
| 2018年 | 雪梨羽毛球國際賽       | 國際系列賽 | 男子單打 | －     | 冠軍   |
| 2018年 | 中華台北羽毛球公開賽   | 超級300賽  | 男子單打 | －     | 亞軍   |

| 2007-2017年 | 首要超級賽 | 超級賽 | 黃金大獎賽 | 大獎賽 | 國際挑戰賽 | 國際系列賽 | 未來系列賽 | 其他 |

| 2018-2026年 | 總決賽 | 超級1000賽 | 超級750賽 | 超級500賽 | 超級300賽 | 超級100賽 | 國際挑戰賽 | 國際系列賽 | 未來系列賽 | 其他 |